# Phil Mattingly
Phil Mattingly (* 16. Dezember 1985) ist ein US-amerikanischer Journalist und Anchorman beim Fernsehsender CNN. Er ist Co-Moderator der Morgensendung CNN This Morning, gemeinsam mit Poppy Harlow. Zuvor war er leitender Korrespondent des Senders für das Weiße Haus (Chief White House correspondent). Mattingly, der zunächst ab 2010 für Bloomberg News arbeitete, ist seit Dezember 2015 für CNN in New York City tätig, begleitete unter anderem die US-Präsidentschaftswahlen 2020 und 2024. 2023 erhielt er den WHCA Award for Excellence in Presidential News Coverage Under Deadline Pressure.